# Megalobrimus granulipennis
Megalobrimus granulipennis là một loài bọ cánh cứng trong họ Cerambycidae.